# Locmaria
Locmaria (bret. Lokmaria-ar-Gerveur) – miejscowość i gmina we Francji, w regionie Bretania, w departamencie Morbihan.
Według danych na rok 1990 gminę zamieszkiwało 618 osób, a gęstość zaludnienia wynosiła 30 osób/km² (wśród 1269 gmin Bretanii Locmaria plasuje się na 768. miejscu pod względem liczby ludności, natomiast pod względem powierzchni na miejscu 481.).